# شبه جزيرة كوريا

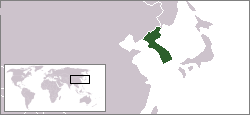
شبه جزيرة كوريا

شبه الجزيرة الكورية وعرفها المسلمون باسم بلاد السيلا وعرفها المغول أيضاً باسم سولونغوس هي شبه جزيرة في شرق آسيا وتمتد باتجاه الجنوب حوالي 1,100 كم من قارة آسيا إلى داخل المحيط الهادي ومحاطة ببحر اليابان (البحر الشرقي) من الشرق والبحر الشرقي الصيني من الجنوب و‌البحر الأصفر من الغرب ويصل مضيق كوريا بين بحر اليابان والبحر الشرقي الصيني.
حتى نهاية الحرب العالمية الثانية كانت شبه الجزيرة كتلة سياسية واحدة تُسمى كوريا إلا أنه بعد وقف إطلاق النار في الحرب الكورية انقسمت شبه الجزيرة إلى كوريا الشمالية في النصف الشمالي لشبه الجزيرة و‌كوريا الجنوبية تحت حكومة الجيش العسكري الأمريكي في كوريا في النصف الجنوبي تفصلهما منطقة منزوعة السلاح. يشير اسم كوريا أو شبه الجزيرة الكورية أحياناً إلى كلا الدولتين بالرغم من أن متحدثي اللغة الإنجليزية وفي كوريا الجنوبية يعتبرون اسم كوريا يشير بالتحديد إلى كوريا الجنوبية.